# کارلو ویردزی
کارلو ویردزی (ایتالیایی: Carlo Virzì؛ تلفظ ایتالیایی: [ˈkarlo virˈdzi]؛ زادهٔ ۲ ژوئن ۱۹۷۲) موسیقی‌دان، فیلم‌نامه‌نویس، کارگردان فیلم اهل ایتالیا است.
از فیلم‌ها یا مجموعه‌های تلویزیونی که وی در آن‌ها نقش داشته است می‌توان به اسم من تانینو است، سرمایه انسانی و جستجوگر اوقات فراغت اشاره نمود.